# Jason Kim
Jason Kim, de son vrai nom Kim Joo-hwan (김주환, né en 1981), est un réalisateur et scénariste sud-coréen.

## Biographie
Sorti major de la faculté de politique internationale de l'université de Georgetown aux États-Unis, il travaille pendant trois ans comme interprète dans la force aérienne de la République de Corée avant de rejoindre le département de promotion de Showbox, puis celui des investissements. Désirant devenir réalisateur, il produit durant son temps libre les films dramatiques Goodbye My Smile (2010) et Koala (2013). Il quitte plus tard son travail pour se consacrer à sa carrière de réalisateur et passe trois ans à écrire le script de son premier film important, Midnight Runners (2017), qui connaît le succès en Corée du Sud et est diffusé à l'étranger.

## Filmographie
- Goodbye My Smile (2010) - réalisateur
- Koala (2013) - réalisateur, scénariste[3]
- A City of Sadness 2 (film à sketches, 2016) - réalisateur
- Retriever (court-métrage, 2016) - réalisateur
- Midnight Runners (2017) - réalisateur, scénariste
- The Divine Fury (2019) - réalisateur, scénariste[4]
- Profession ceinture noire (2024) - réalisateur, scénariste